# Philip Lamantia
(Philip Lamantia)
Philip Lamantia (San Francisco, 23 ottobre 1927 – San Francisco, 12 marzo 2005) è stato un poeta e scrittore statunitense surrealista, cantore della Beat Generation.

## Biografia
Nasce a San Francisco, in California, il 23 ottobre del 1927, figlio di immigrati italiani originari della Sicilia, ed inizia a scrivere poesie fin dagli anni della scuola elementare.
 Legge con passione i libri di Edgar Allan Poe e Howard Phillips Lovecraft, ma, scoperto, viene sospeso "per delinquenza intellettuale".
Scopre il surrealismo ad una retrospettiva di Salvador Dalí e Joan Miró che si tiene nel 1943  al Museo  delle Arti di San Francisco anche se, per temperamento, già dall'età di sedici anni, aveva iniziato a scrivere poesie surrealiste pur non conoscendone ancora la teoria. In quello stesso anno reciterà nel film At Land della regista Maya Deren.
Lamantia si unisce presto ai surrealisti ben accolto da André Breton il quale lo definirà "una di quelle voci che emerge ogni mille anni".

Nel 1946 pubblica il suo primo libro di poesie intitolato Erotic Poems.
Dal 1947 al 1949 egli studia presso l'Università di Berkeley e, interessato alla cultura dei nativi americani dei quali prova rispetto, nel 1953 partecipa al rito Peyote della tribù nordamericana Washo e in seguito va a vivere fra i Coras nella Sierra Madre.
Il 7 ottobre 1955 partecipa al Reading di San Francisco, "Six Poets at the Six Gallery", del movimento Beat dove venne letto il poema Urlo di Allen Ginsberg per la prima volta. Lamantia decide di partecipare leggendo le poesie di John Hoffmann, un giovane poeta scomparso di recente durante un viaggio in Messico.
Nel 1959, esce la sua seconda raccolta Ecstasy, nel 1962  Destroyed Works e cinque anni dopo (1967) Selected Poems mentre risale al 1970 The blood of the Air. In questa fase si riavvicinò al cattolicesimo che influenzò ampiamente la sua produzione poetica,  e iniziò a isolarsi sempre di più. 
Seguiranno altre raccolte in versi tra le quali spicca Meadowlark West del 1986, Becoming visible del 1981 e l'ultima,Bed of Sphinxes, edita da City Lights Books nel 1997 e pubblicata in Italia due anni dopo da City Lights Italia con il titolo "Letto di sfingi" e con il testo inglese a fronte.
Lamanta è stato il primo poeta statunitense a seguire il modello poetico dei surrealisti francesi.

Assiduo frequentatore del gruppo storico dei poeti Beat, tra i quali William Burroughs, Allen Ginsberg e Jack Kerouac, egli esalta nelle sue poesie ai valori della libertà, dell'amore e del pacifismo seguendo lo stile di vita, ribelle e anticonformista, tipico del movimento letterario del secondo dopoguerra.

## Opere
- Erotic Poems (1946)
- Ekstasis (1959)
- Touch of the Marvelous (1966)
- Selected Poems 1943-1966 (1967)
- Becoming Visible (1981)
- Meadowlark West (1986)
- Bed of Sphinxes: New and Selected Poems, 1943-1993 (1997) [trad. it. di Massimiliano Chiamenti, City Lights Italia, 1999]
- The Collected Poems of Philip Lamantia (2013)